# 풍동

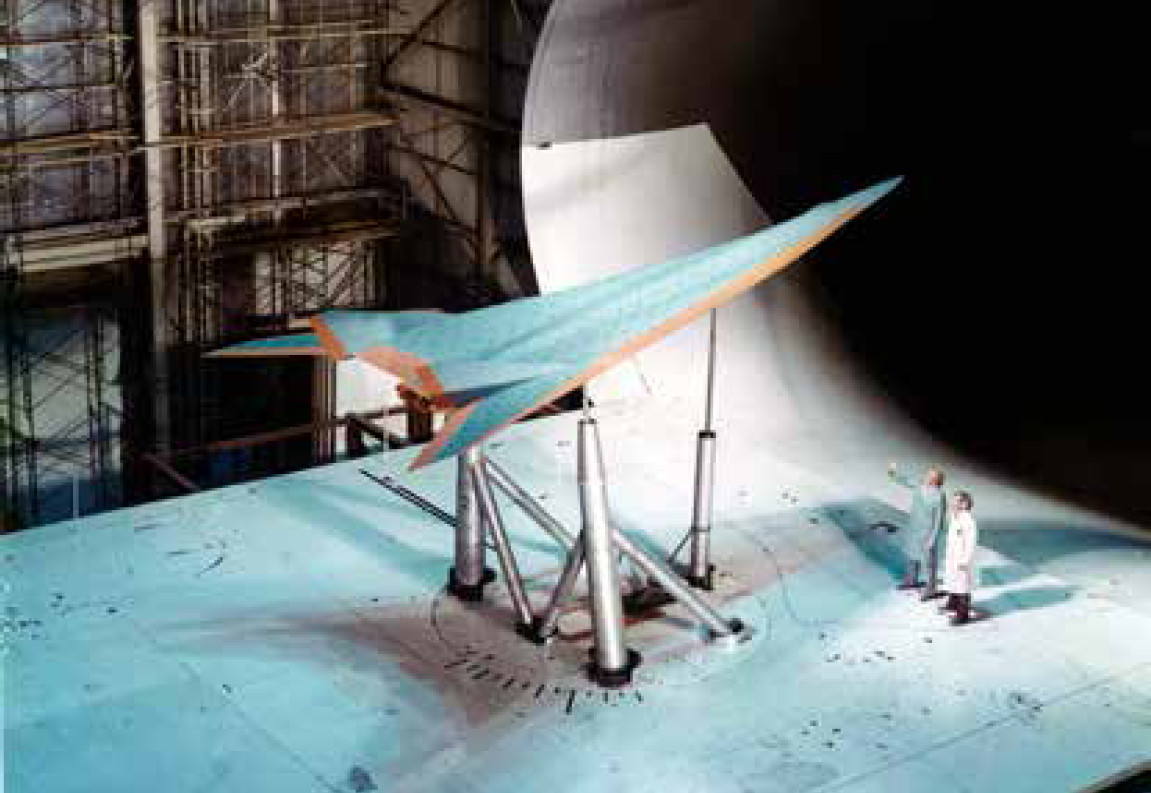

풍동(風洞, 영어: wind tunnel)은 고형의 물체 표면 또는 주변에 대한 공기 움직임의 효과 연구를 위한 도구이다.